# Cathédrale Saint-Mungo de Glasgow
Cette  cathédrale ne doit pas être confondue avec une autre cathédrale de Glasgow.
 (juin 2023).
Si vous disposez d'ouvrages ou d'articles de référence ou si vous connaissez des sites web de qualité traitant du thème abordé ici, merci de compléter l'article en donnant les références utiles à sa vérifiabilité et en les liant à la section « Notes et références ».
La cathédrale de Glasgow, également appelée High Kirk de Glasgow ou cathédrale Saint-Mungo, est aujourd'hui une congrégation de l'Église d'Écosse à Glasgow. Elle est dédiée à saint Kentigern, dit aussi Mungo. 

## Description
La cathédrale est située au nord de High Street et à l'est de la rue de la Cathédrale, à côté de l'infirmerie royale de Glasgow.
C'est la plus ancienne cathédrale d'Écosse continentale et le plus ancien bâtiment de Glasgow. La cathédrale est le titre honorifique et historique, datant de la période antérieure à la Réforme écossaise de par son statut de siège de l'Église romaine catholique et de l'archidiocèse de Glasgow. La congrégation actuelle fait partie de l'Église d'Écosse, consistoire de Glasgow. 
La cathédrale de Glasgow est propriété de la Couronne depuis 1587. L'ensemble de l'édifice est passé sous la responsabilité de l'État en 1857, et est aujourd'hui sous la responsabilité de l'organisme Historic Environment Scotland (en). La congrégation fait aujourd'hui partie du Presbytère de Glasgow de l'Église d'Écosse.  

## Galerie

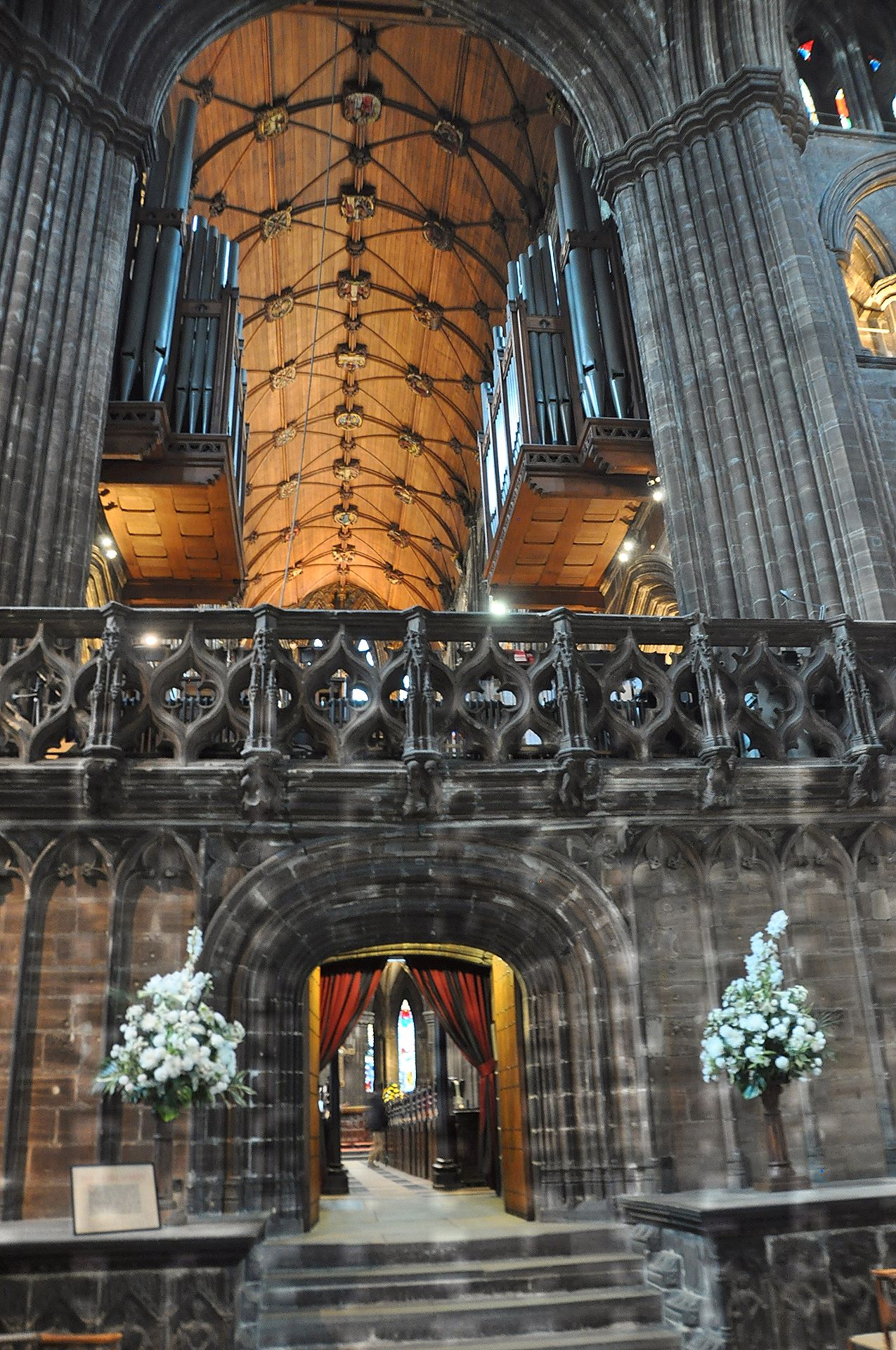
Le jubé	et le voûte de la nef centrale (XVIe siècle).
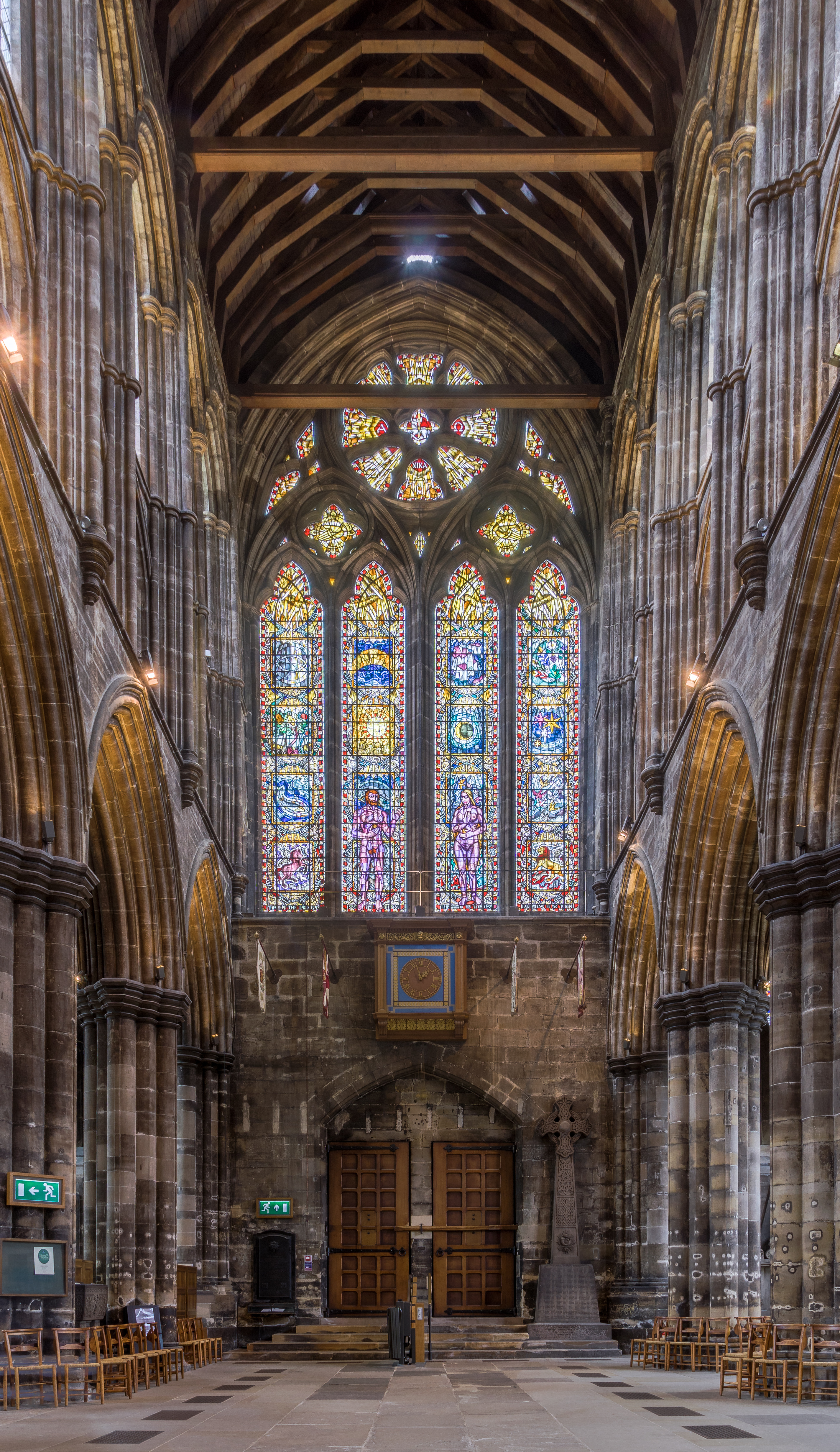
Vitraux de la Création par Francis Spear, réalisés en 1958.
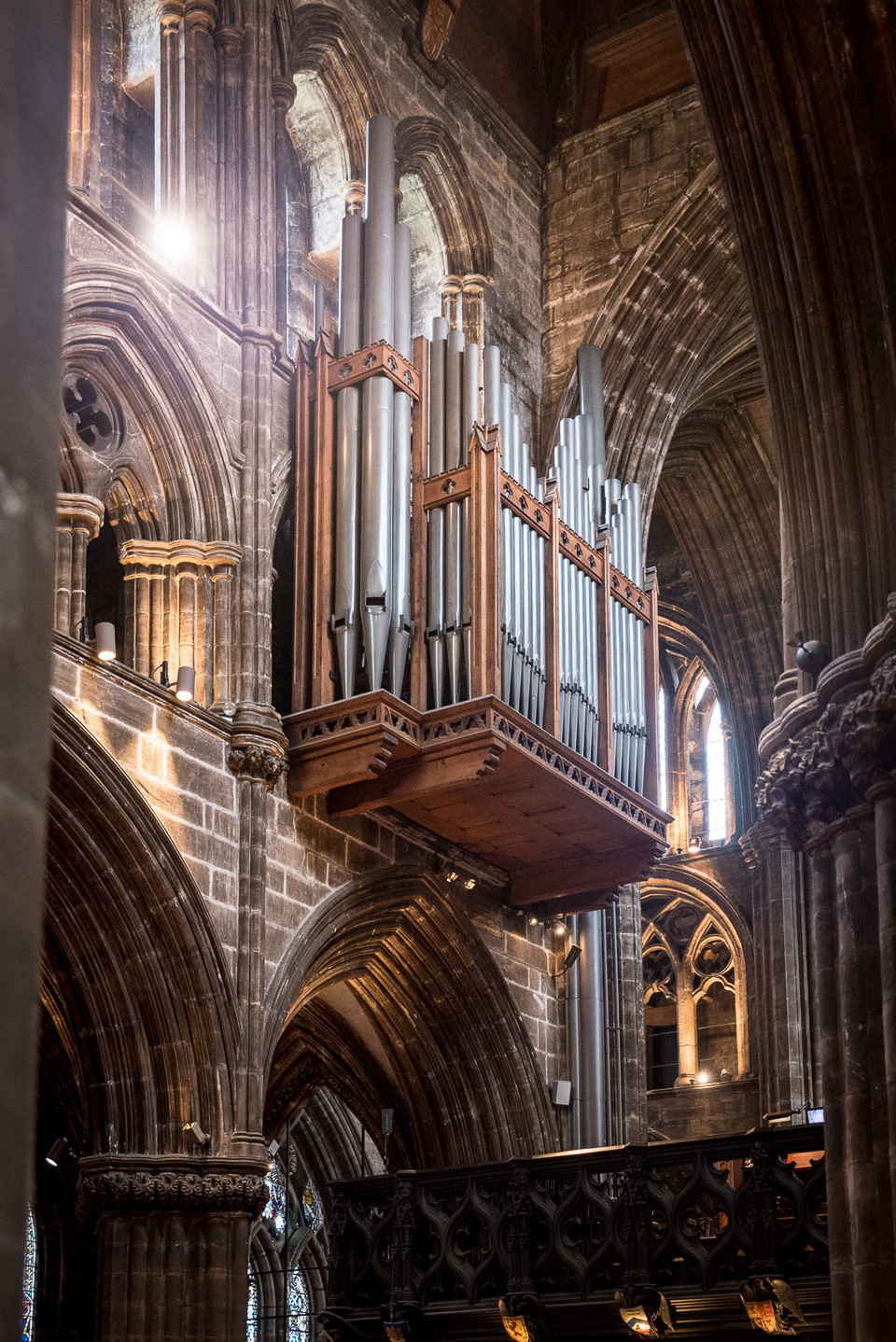
L'orgue.
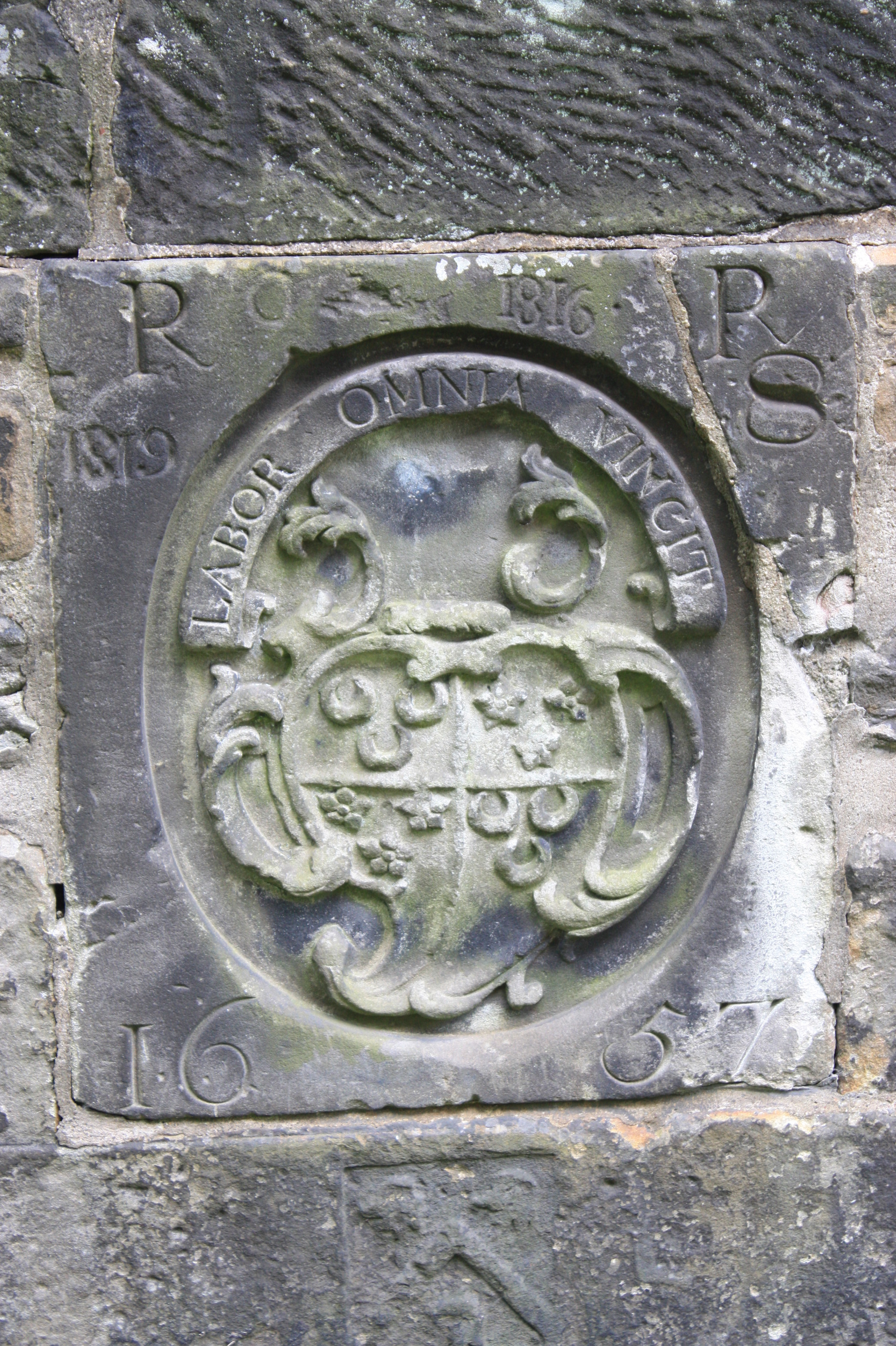
LABOR OMNIA VINCIT (1657).